# خوانلو (بازیکن فوتبال، زاده ۱۹۸۰)
خوانلو (انگلیسی: Juanlu؛ زادهٔ ۸ مهٔ ۱۹۸۰) بازیکن فوتبال اهل اسپانیا است.
از باشگاه‌هایی که در آن بازی کرده‌است می‌توان به باشگاه فوتبال نومانسیا، باشگاه فوتبال رئال بتیس، باشگاه فوتبال لوانته، باشگاه فوتبال آلباسته بالومپیه، باشگاه فوتبال آلمریا، باشگاه فوتبال کوردوبا، و باشگاه فوتبال اوساسونا اشاره کرد.